# Batbaján bolgár kán
Batbaján (meghalt 690-ben) (más néven Baján,  Boján, Bezmer vagy Bezmesz, Bazmej + an) Kuvrat kán legidősebb fia volt. Poltavától északra Batbaján uralta a Fekete- és az Azovi-tenger partjait. 
668-ban Batbaján háborúba keveredett rokonával, Cozriggal, s ideiglenesen el is vitték a Krímre. Cozrig kazárjai megtámadták, s végül a 668-ban a kazár Kabán kagánnal kötött megállapodás alapjána Don és az Urál közötti területeket el is foglalták. A szerződés értelmében fogságba került Batbaján, s húga, Huba. A nyugat-bolgár katonák elkezdtek a csatákban martenicát hordani, hogy ezzel emlékezzenek a megboldogult elődeikre Batbajánra és Hubára.
Batbaján bolgár-törökjei fontos szerepet játszanak mind a balkárok, mind részben a mai bolgárok, volgai és krími tatárok leszármazási fájában.

## Lásd még
- Martenica

## Fordítás
- Ez a szócikk részben vagy egészben  a   Batbayan of Bulgaria című angol Wikipédia-szócikk ezen változatának fordításán alapul.  Az eredeti cikk szerkesztőit annak laptörténete sorolja fel. Ez a jelzés csupán a megfogalmazás eredetét és a szerzői jogokat jelzi, nem szolgál a cikkben szereplő információk forrásmegjelöléseként.